# Den anden verden (album)
 For alternative betydninger, se Den anden verden (flertydig). (Se også artikler, som begynder med Den anden verden)
Den Anden Verden er MC Clemens' andet album fra 1999.

## Trackliste
1. . "Hvor Nemt"
2. . "Hvad Havde Du Regnet Med?"
3. . "Kun Få"
4. . "Vi Har Hørt Jeres Kald"
5. . "Uanset Hvad I Siger"
6. . "Transfusionen" (Feat. Paulo, Kælderposen & Suspekt)
7. . "Når Du Går" (Feat. Annika)
8. . "Drivis" (Feat. Jes Havmågensen)
9. . "Den Anden Verden"
10. . "Perler For Svin" (Feat. Tjes Boogie)
11. . "Buster Flows" (Feat. Jokeren)
12. . "Skaden"
13. . "Blod, Spyt & Sperm"
14. . "Rimanarki" (Feat. AMK & Morten H)
15. . "Vi Får At Se !"